# 1В17

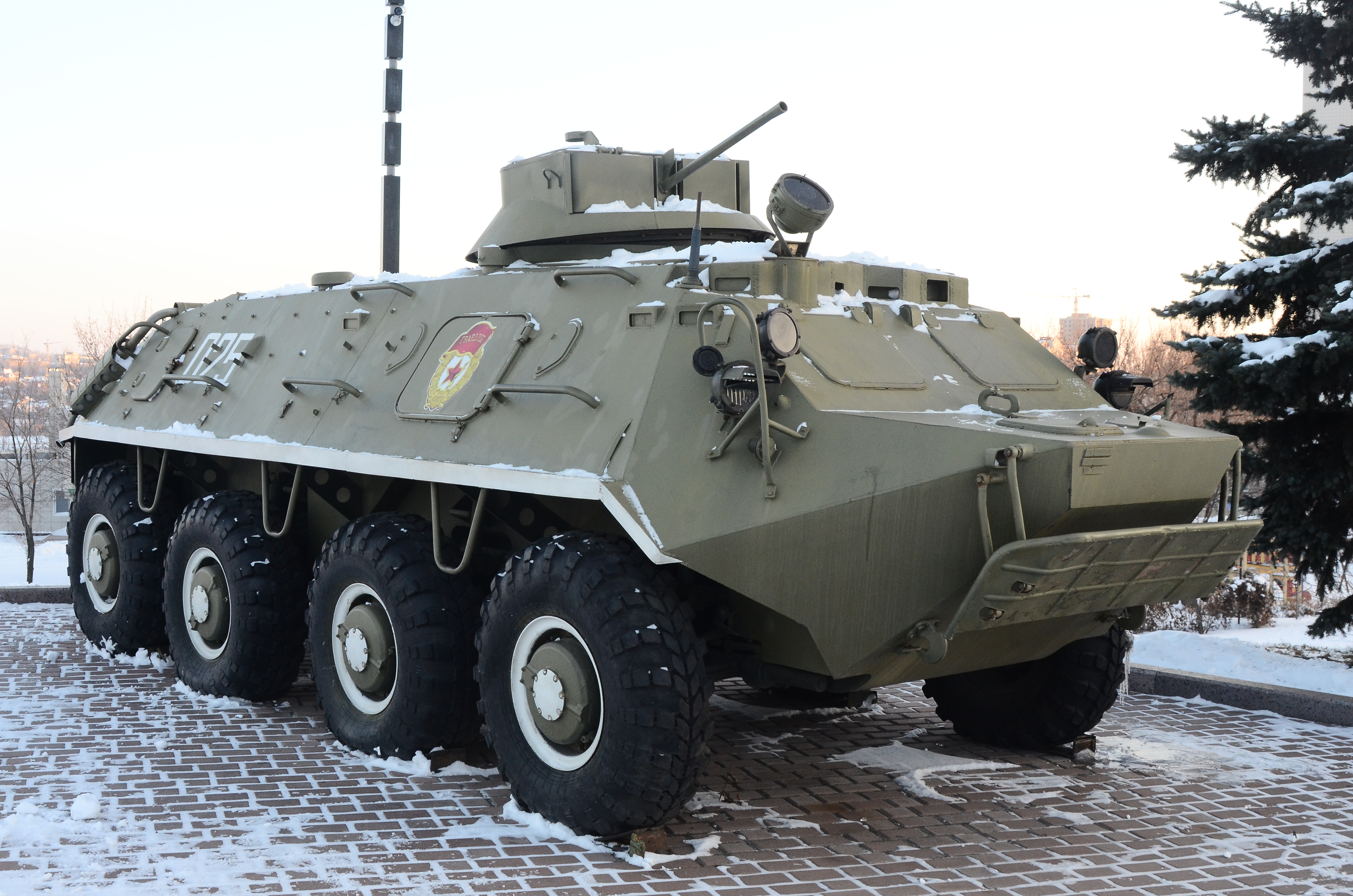
Машина командира батареи 1В18 «Клён-1» на площадке военной техники в парке Ленинского комсомола

1В17 «Машина-Б» — комплекс средств автоматизации управления огнём (КСАУО). Создан в СССР для ведения разведки, топогеодезической и метеорологической подготовки стрельбы, управление огнём огневых взводов, батарей артиллерийского дивизиона. Комплекс 1В17 «Машина-Б» поставлялся на экспорт во все страны организации Варшавского договора, а также Алжир, Анголу, Ирак, Сирию и некоторые другие страны. После распада СССР комплекс также оставался на вооружении образовавшихся стран.

## Разработка
КСАУО 1В17 «Машина-Б» разработан в Ленинграде на НПО «Сигнал» в конце 1960-х — начале 1970-х годов для автоматизации управления огнём дивизионов буксируемой и реактивной артиллерии. Комплекс принят на вооружение в 1973 году. Производился на предприятии «Мотовилихинские заводы» в Перми. В состав комплекса входят машины 1В18 «Клён-1» (машина командира батареи), 1В111 «Ольха» (9С77) (машина начальника штаба АДН), 1В19 «Клён-2» (машина командира АДН) 1В110 «Береза». Принят на вооружение сухопутных войск СССР в 1973 году.

## Описание
Комплекс предназначен для ведения разведки и управления огнём дивизиона в тесном взаимодействии с мотострелковыми и танковыми подразделениями в ходе боя в любое время суток и года в интервалах температур от −400°С до +450°С, относительной влажности до 98 % и в горных условиях до высоты 3000 м над уровнем моря.

## Состав комплекса
В состав комплекса 1В17 входят следующие машины:
- машина командира дивизиона 1В19 «Клён-2»;

Машина командира дивизиона предназначена для размещения подвижного командно-наблюдательного пункта командира дивизиона. Создана на базе шасси БТР-60ПБ. Обеспечивает управление огнём дивизиона артиллерии, миномётов и реактивных систем залпового огня. В задачи входят: определение координат точки стояния командно-наблюдательного пункта, ориентирование приборов АР в основное направление, оптическую разведку целей и определение их полярных координат, наблюдение за полем в любое время; связь с машинами командиров батарей, командно-штабной машиной, вышестоящим командованием и командирами поддерживаемых подразделений. В состав экипажа входят командир дивизиона, командир отделения — старший топогеодезист, старший радиотелеграфист, старший разведчик-дальномерщик, водитель-электрик.
- 3 машины командира батареи 1В18 «Клён-1»;

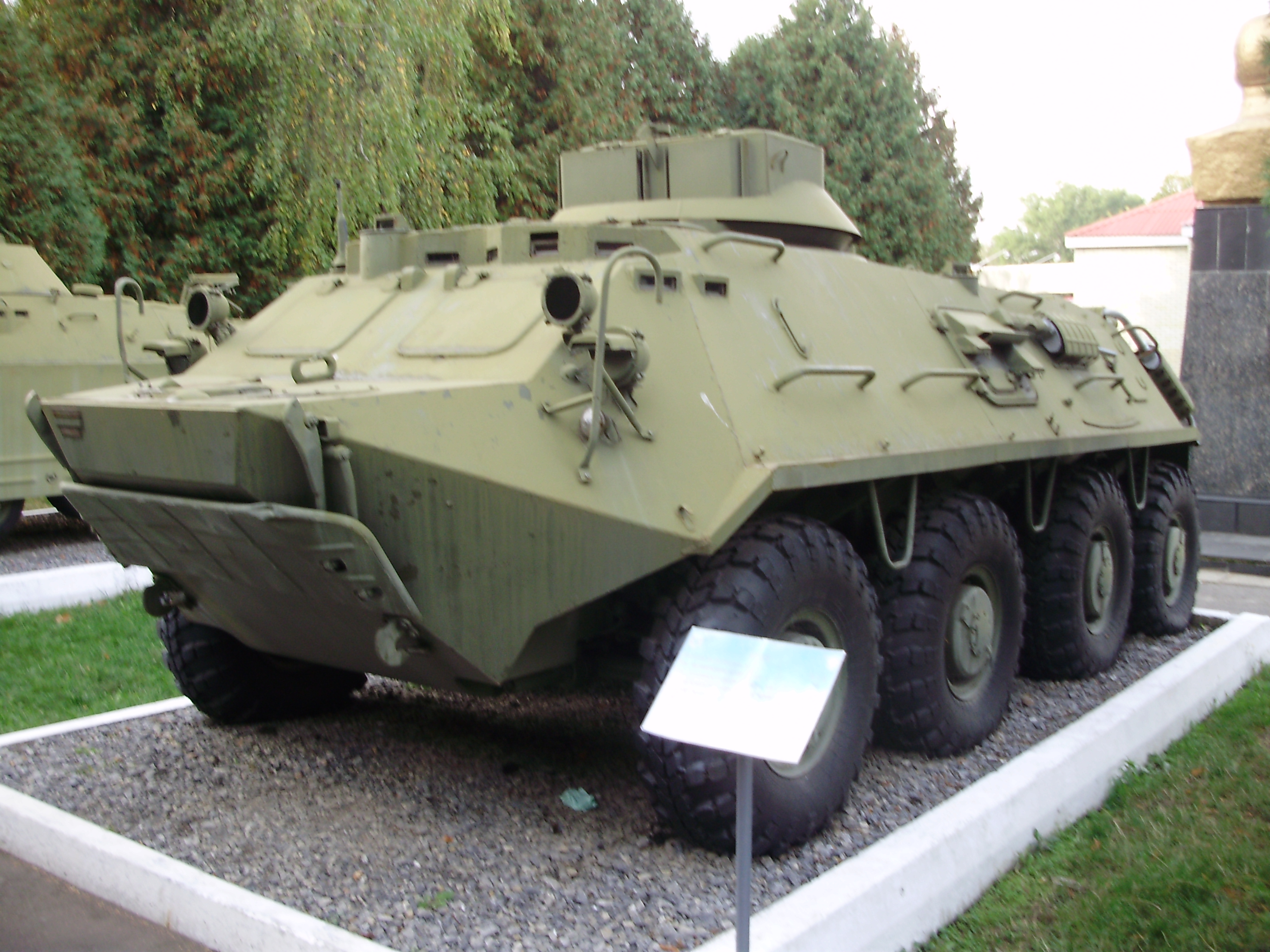
Машина командира батареи 1В18 «Клён-1»

Машина командира батареи предназначена для размещения подвижного командно-наблюдательного пункта командира батареи. Создана на базе шасси БТР-60ПБ. Обеспечивает управление огнём батареи артиллерии, миномётов и реактивных систем залпового огня, определение координат точки стояния командно-наблюдательного пункта, ориентирование приборов АР в основное направление, оптическую разведку целей и определение их полярных координат, наблюдение за полем боя в любое время, связь с машинами старших офицеров батарей, командиром дивизиона, вышестоящим командованием и командирами поддерживаемых подразделений. В состав экипажа входят командир батареи, командир отделения — старший топогеодезист, старший радиотелефонист, старший разведчик-дальномерщик, водитель-электрик.
- командно-штабная машина дивизиона (машина начальника штаба АДН) 1В111 «Ольха»

Создана на базе шасси грузового автомобиля ЗИЛ-131 со смонтированным специальным кузовом К131Н. Машина 1В111 служит для определения установок для стрельбы и управления огнём дивизиона, организации взаимодействия с другими машинами комплекса и находится в районе огневых позиций дивизиона, как правило, в районе огневой позиции подручной батареи. В состав экипажа входят начальник штаба дивизиона, командир отделения — старший вычислитель, старший радиотелеграфист, радиотелеграфист, механик-радиотелеграфист, оператор-вычислитель, водитель-электрик.
- 3 машины старшего офицера батареи 1В110 «Береза»

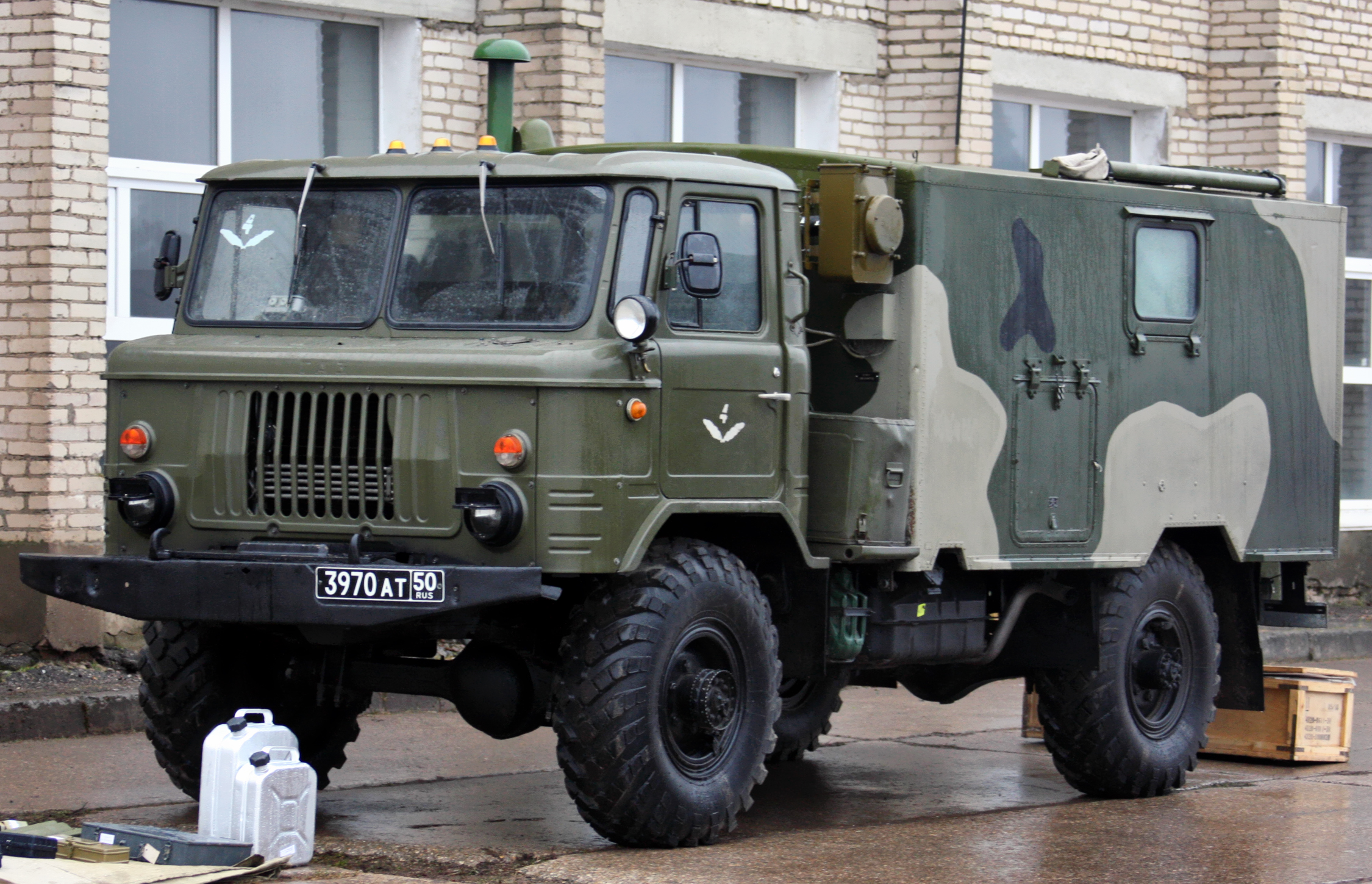
Машина старшего офицера батареи 1В110 «Берёза»

Машина старшего офицера батареи предназначена для управления огневыми взводами, определения координат огневой позиции батареи, ориентирования орудий в основное направление, определения установок для стрельбы, построения веера батареи, автоматического приёма рассчитанных исходных установок для стрельбы и команд от машины 1В111, связи с командиром батареи и начальником штаба дивизиона, определения наземных метеоданных для систем залпового огня. Создана на базе шасси грузового автомобиля ГАЗ-66 со смонтированным специальным кузовом К66Н. В состав экипажа входят старший офицер батареи, командир отделения-старший вычислитель, оператор-топогеодезист, старший радиотелефонист, водитель-электрик.

## Тактико-технические характеристики
| Параметр                                                      | 1В19                                | 1В18                                | 1В111                               | 1В110                                            |
| ------------------------------------------------------------- | ----------------------------------- | ----------------------------------- | ----------------------------------- | ------------------------------------------------ |
| Экипаж, чел.                                                  | 5                                   | 5                                   | 7                                   | 5                                                |
| Шасси                                                         | БТР-60ПБ                            | БТР-60ПБ                            | ЗИЛ-131                             | ГАЗ-66                                           |
| Мощность двигателя, л. с.                                     | 2 × 90                              | 2 × 90                              | 150                                 | 115                                              |
| Максимальная скорость, км/час                                 | 80                                  | 80                                  | 90                                  | 90                                               |
| Скорость на плаву, км/час                                     | 10                                  | 10                                  | —                                   | —                                                |
| Боевая масса, т                                               | 10,2                                | 10,2                                | 10,8                                | 5,8                                              |
| Бронирование, мм                                              | 5-11                                | 5-11                                | —                                   | —                                                |
| Длина по корпусу, мм                                          | 7560                                | 7560                                | 7040                                | 5805                                             |
| Ширина, мм                                                    | 2830                                | 2830                                | 2500                                | 2525                                             |
| Высота в походном положении, мм                               | 2420                                | 2420                                | 2510                                | 2500                                             |
| Вооружение                                                    | ПКМБ 1 × 7,62-мм (боекомплект 1000) | ПКМБ 1 × 7,62-мм (боекомплект 1000) | —                                   | —                                                |
| Запас хода по топливу, км                                     | 500                                 | 500                                 | 850                                 | 800                                              |
| Максимальная дальность засечки целей квантовым дальномером, м | 10 000                              | 10 000                              | —                                   | —                                                |
| Средства связи                                                | Р-123, Р-193, ТА-57, 1Т803М         | Р-107М, Р-111, Р-123, Р-193, 1Т803М | Р-107М, Р-111, Р-123, Р-193, 1Т803М | Р-130, Р-111, Р-123, Р-193, Р-326, ТА-57, 1Т803М |
| Время готовности навигационной аппаратуры к работе, мин.      | 13                                  | 13                                  | —                                   | 13                                               |

## Модификации
Модификация комплекса зависит от вида артиллерийской системы
- 1В17
  - машина командира дивизиона 1В19 «Клён-2»;
  - 3 машины командира батареи 1В18 «Клён-1»;
  - командно-штабная машина дивизиона (машина начальника штаба АДН) 1В111 «Ольха»
  - 3 машины старшего офицера батареи 1В110 «Берёза»
- 1В17-1
  - машина командира дивизиона 1В19-1 «Клён-2»;
  - 3 машины командира батареи 1В18-1 «Клён-1»;
  - командно-штабная машина дивизиона (машина начальника штаба АДН) 1В111-1 «Ольха»
  - 3 машины старшего офицера батареи 1В110-1 «Берёза»
- Также на базе комплекса 1В17 «Машина-Б» создан полностью гусеничный комплекс 1В12
  - Машина командира дивизиона 1В15
  - Машина начальника штаба дивизиона 1В16
  - Машина командира батареи 1В14
  - Машина старшего офицера батареи 1В13

## Эксплуатанты
- Алжир — статус не известен
- Ангола — статус не известен
- Ирак — статус не известен
- Россия — некоторое количество, по состоянию на 2019 год
- Сирия — статус не известен
- Украина — некоторое количество, по состоянию на 2009 год.

Бывшие
- СССР — 39 комплексов в зоне «до Урала», по состоянию на 1991 год[4]
- Народная Социалистическая Республика Албания
- Народная Республика Болгария
- Венгерская Народная Республика
- Германская Демократическая Республика
- Польская Народная Республика
- Социалистическая Республика Румыния
- Чехословацкая Социалистическая Республика